# Trisector
Trisector je desáté studiové album anglické art rockové skupiny Van der Graaf Generator, vydané v roce 2008. Jedná se o první album, na kterém skupina vystupuje pouze jako trio.

## Seznam skladeb
Všechny skladby napsal(i) Hugh Banton, Guy Evans a Peter Hammill, pokud však není uvedeno jinak. 
| Pořadí | Název                 | Autor   | Délka |
| ------ | --------------------- | ------- | ----- |
| 1.     | The Hurlyburly        |         | 4:38  |
| 2.     | Interference Patterns |         | 3:52  |
| 3.     | The Final Reel        |         | 5:49  |
| 4.     | Lifetime              | Hammill | 4:47  |
| 5.     | Drop Dead             |         | 4:53  |
| 6.     | Only in a Whisper     |         | 6:44  |
| 7.     | All That Before       |         | 6:29  |
| 8.     | Over the Hill         |         | 12:29 |
| 9.     | (We Are) Not Here     |         | 4:04  |

## Sestava
- Peter Hammill – zpěv, piáno, elektrická kytara
- Hugh Banton – varhany baskytara
- Guy Evans – bicí, perkuse